# Helene Schjerfbeck
Helena Sofia (Helene) Schjerfbeck (uttal [heˈleːn ˈɕæ̌rvbek]
 ( lyssna)) född 10 juli 1862 i Helsingfors, död 23 januari 1946 i Saltsjöbaden, var en finlandssvensk konstnär. Hon var syster till arkitekten Magnus Schjerfbeck.
Helene Schjerfbeck började måla i 1800-talets naturalistiska och historiserande stil men utvecklade genom åren ett alltmer reducerat och sparsmakat modernistiskt måleri. Hon är mest omtalad för sina uttrycksfulla och avskalade självporträtt — de flesta och mest kända målade under åren 1939–1945 då hon var kring åttio år gammal. Andra kända Schjerfbeckmålningar är En konvalescent  och Grönt stilleben  som 1991 trycktes på finska frimärken.

## Biografi
Schjerfbeck växte upp under svåra omständigheter i en finlandssvensk familj i Helsingfors. Fadern var tjänsteman vid järnvägen och efter hans för tidiga död i tuberkulos 1876 levde familjen på moderns änkepension samt på att hyra ut rum. När Schjerfbeck vid fyra års ålder föll ned för en trappa och fick en allvarlig höftskada kunde familjen inte bekosta läkarvård och man lät skadan självläka. Följden blev att Schjerfbeck resten av livet i perioder plågades av smärtor och fick en haltande gång, vilket troligen har bidragit till hennes omtalade tillbakadragenhet.
År 1873, endast 11 år gammal, blev hon antagen vid Finska Konstföreningens ritskola där hon bland annat studerade under Adolf von Becker. Vid 18 års ålder vann hon sådan beundran för sitt historiemåleri att hon fick ett stipendium för studier i Frankrike. Schjerfbeck började vid Académie Colarossi i Paris 1880 och ytterligare stipendier gjorde att hon under det följande decenniet kunde göra studieresor till Bretagne, St. Ives i Cornwall, Rom, Florens, Wien och Sankt Petersburg. 
Efter studieresorna bodde Schjerfbeck i Helsingfors och arbetade under några år som lärare på Konstföreningens Ritskola. Schjerfbeck trivdes inte i huvudstadens konstnärskretsar och blev inte heller uppskattad under det sena 1800-talets och tidiga 1900-talets nationalromantiska period då Akseli Gallen-Kallela var det stora namnet. Hon deltog dock under dessa år i samlingsutställningar i bland annat Helsingfors och Åbo.
År 1902 flyttade hon tillsammans med modern till den lilla staden Hyvinge norr om Helsingfors där de kom att bo i tjugo år i ett rum och kök. De var under åren i Hyvinge hon utvecklade sitt modernistiska måleri. Hon inspirerades av Édouard Manet, Vincent van Gogh, Paul Cézanne, impressionisterna och symbolisterna som hon studerade i nyutkomna konstböcker, samt av samtida konstnärer som hon följde i tidskrifterna The Studio, L’Art et les Artiste och Ord & Bild. 
Genom konsthandlaren och galleristen Gösta Stenman fick hon se originalmålningar av Juan Gris, Marie Laurencine, Tyko Sallinen och andra. Stenman hade kontaktat Schjerfbeck 1913 och det var han som skulle göra henne känd. Han köpte upp hennes målningar som han sålde i sin konsthandel i Helsingfors och snart kom de överens om ett kontrakt där han betalade henne lön. Den 12 september 1917 öppnade Stenman hennes första separatutställning i sitt galleri. Detta blev en återkomst till det finska konstetablissemanget för Schjerfbeck. Några år senare fick hon pensions- och statsbidrag och förlänades Finlands vita ros' orden.
Ett par år efter moderns död 1923 bosatte sig Schjerfbeck i kuststaden Ekenäs, där hon stannade tills hon under kriget flyttade till ett sanatorium och därefter till Saltsjöbaden utanför Stockholm. 
I början av 1930-talet öppnade Stenman ett galleri i Stockholm och utställningen där 1937 blev Schjerbecks definitiva genombrott:
”Själv bevarar jag minnet av Stenmans första Schjerfbecksutställning 1937 som en av de starkaste upplevelser, som under ett snart trettioårigt kritikerliv beskärts mig.” — Konst- och arkitekturkritikern Gotthard Johansson.

”Inför Helene Schjerfbecks konst tystnar av sig själv frågan om gammalt och nytt, ja, till och med gott eller dåligt. Här står man inför den stora konsten, här är heligt rum.” — Gotthard Johansson.
Schjerfbeck avled på Saltsjöbadens Badhotell den 23 januari 1946. Hennes grav finns på Sandudds begravningsplats i Helsingfors.
Den största samlingen av Schjerfbecks konst förvaltas idag av Ateneum i Helsingfors. Betydande samlingar finns även på Villa Gyllenberg och Didrichsens konstmuseum i Helsingfors och hon är representerad på bland annat Moderna museet, Göteborgs konstmuseum, Åbo Akademi, Helsingborgs museer, Sven-Harrys konstmuseum och Reitz stiftelses konstsamlingar. 2019 köpte Reitz stiftelses konstsamlingar Helene Schjerfbecks verk Fäktaren, som aldrig tidigare visats i Finland.

## Galleri

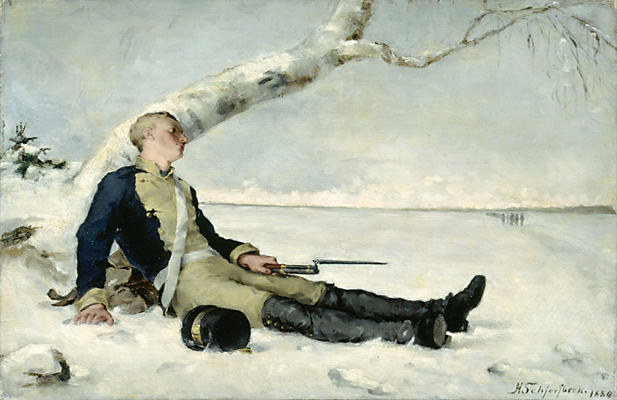
En sårad finsk krigare utsträckt på snön (1880-talet)
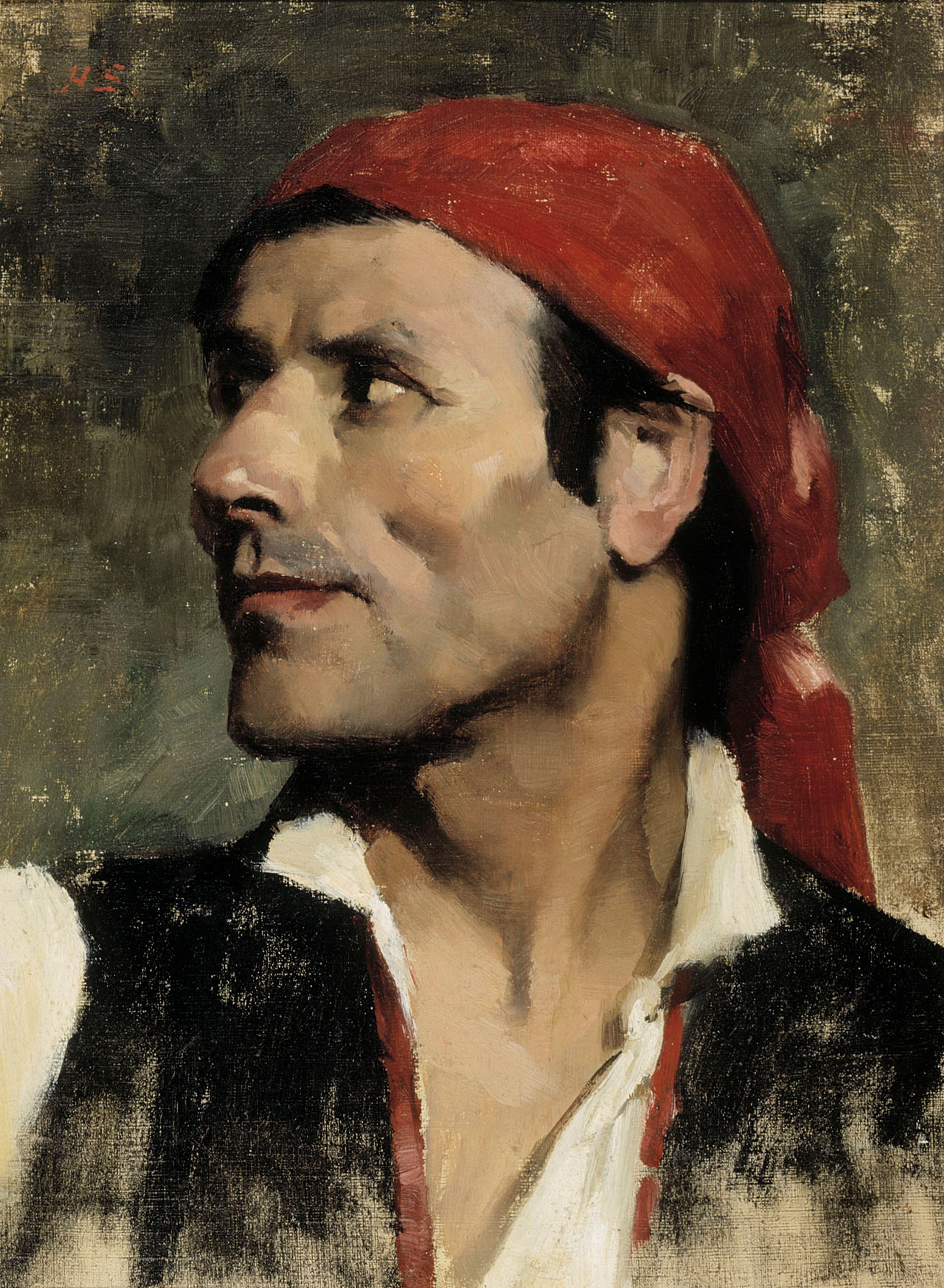
Spanjor (1881)
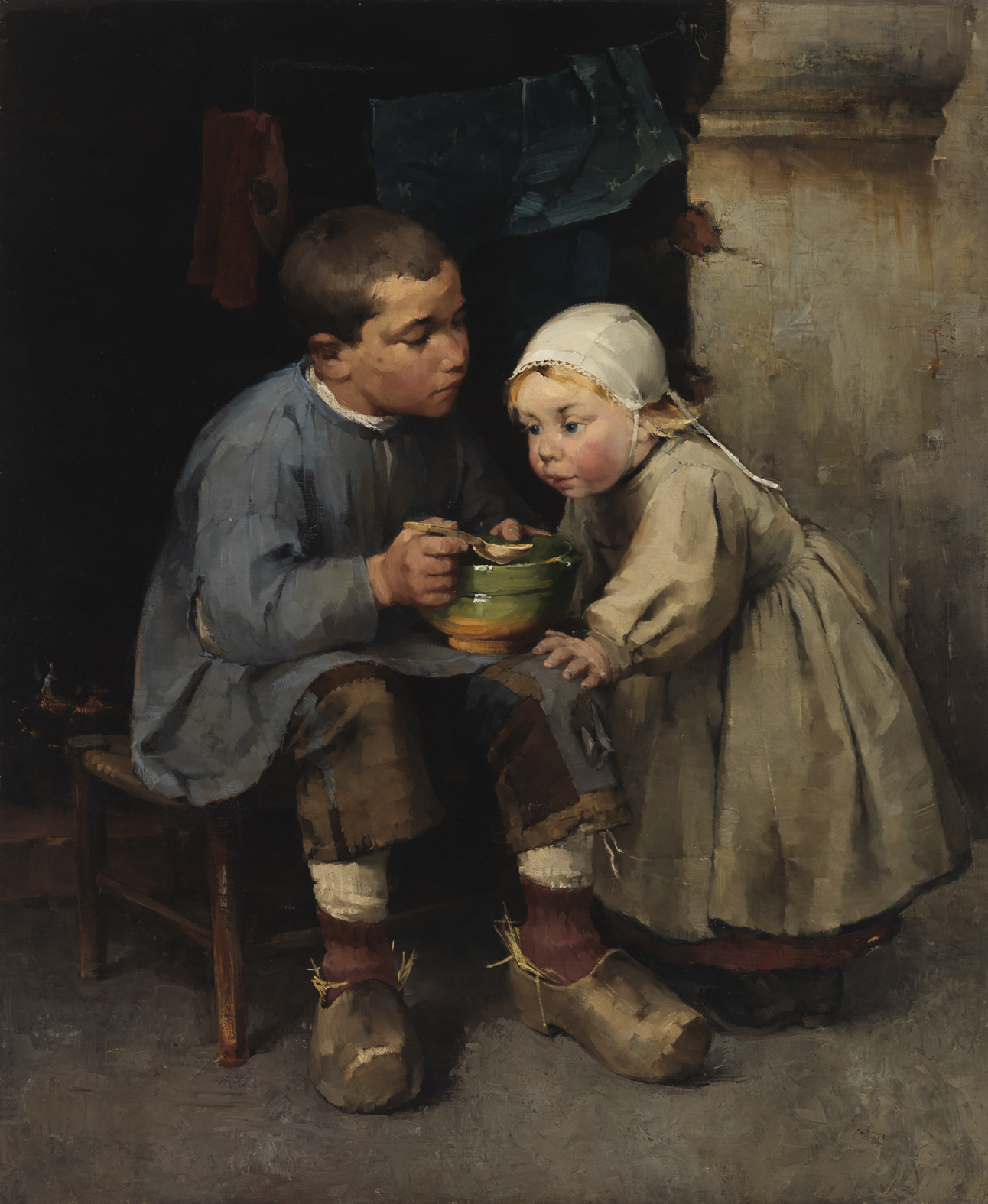
En pojke matar sin lillasyster (1881)
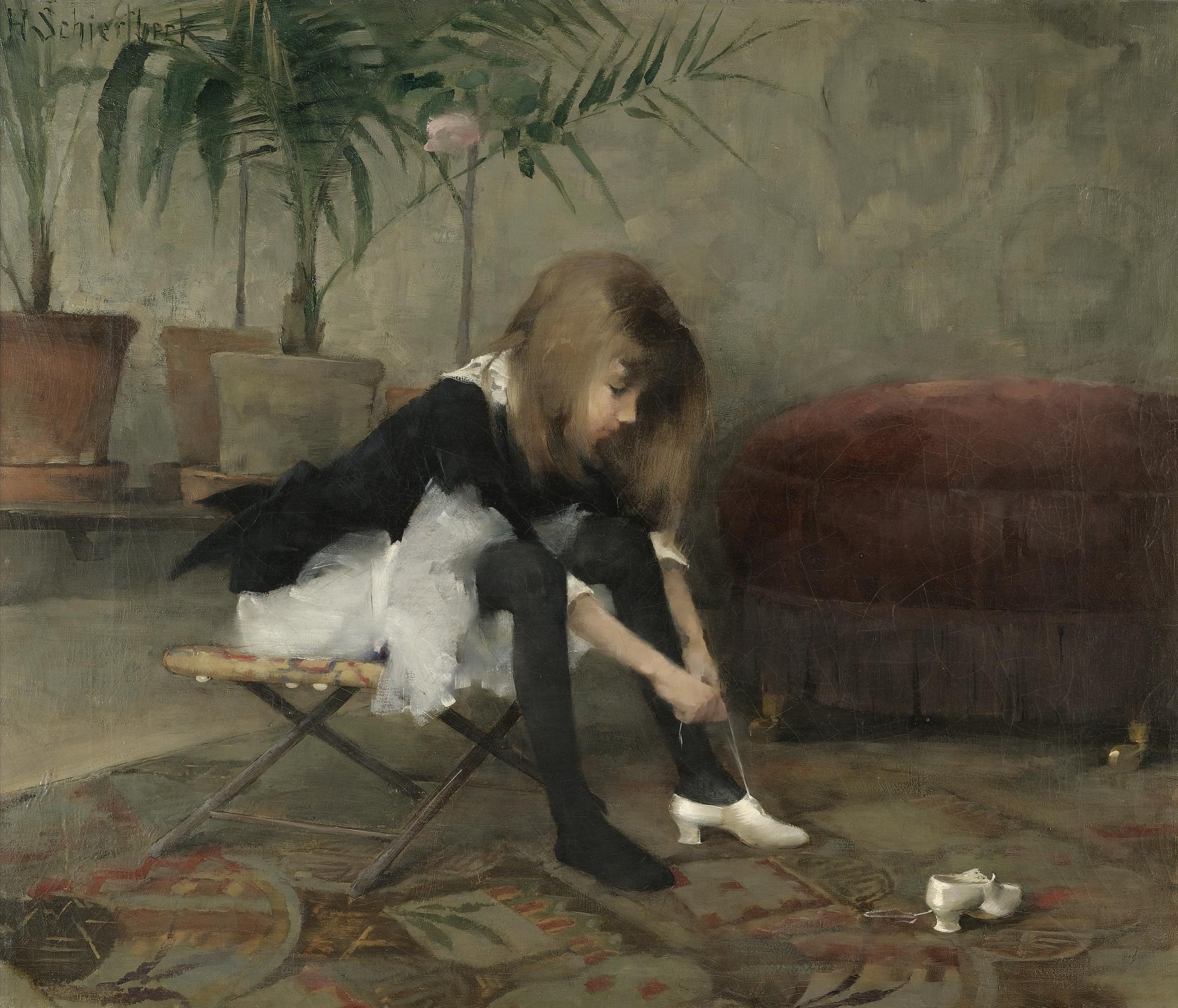
Balskorna (1882)
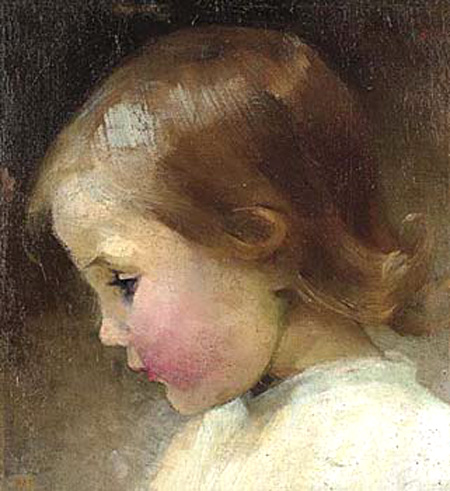
En flickas profil (1887)
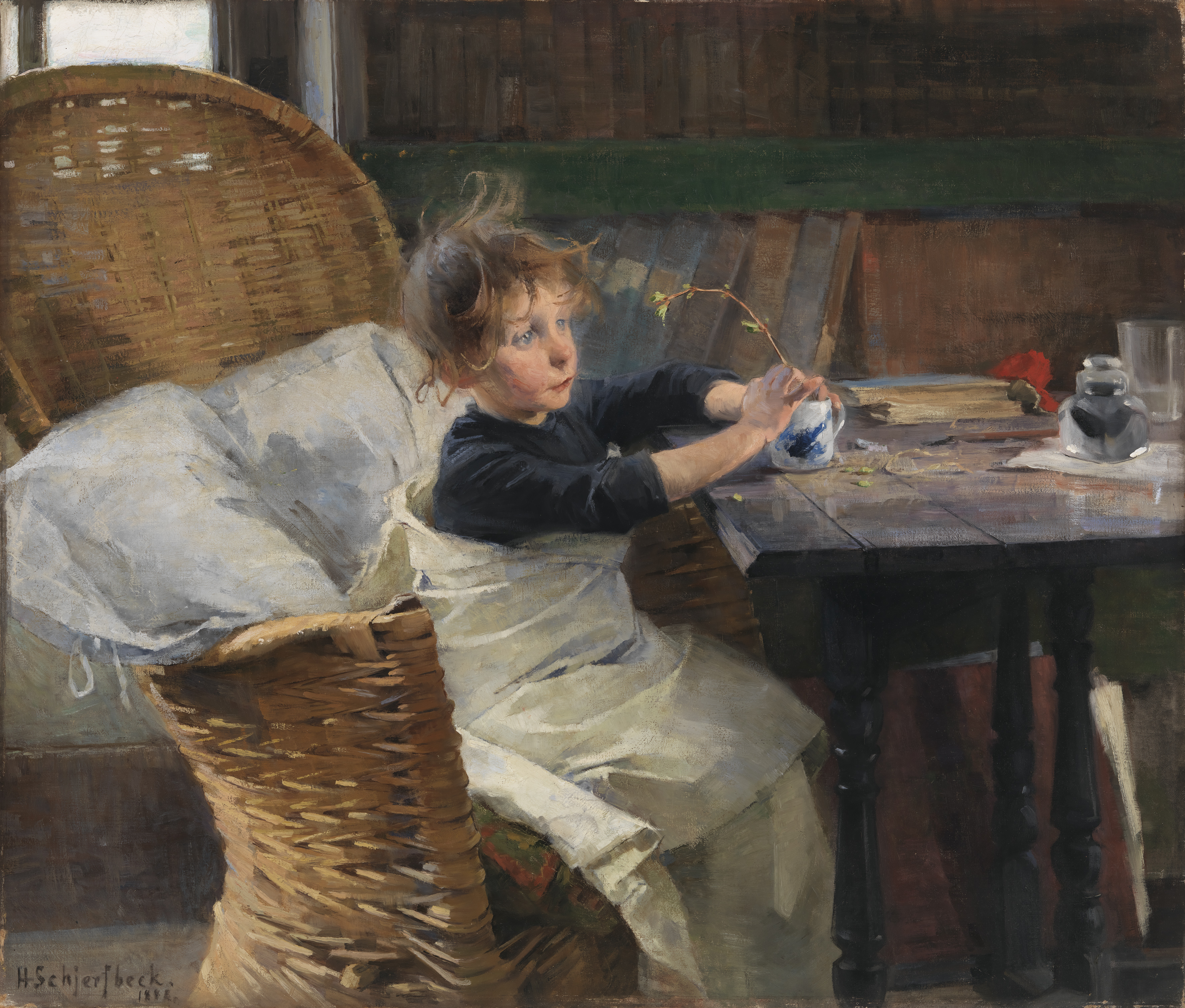
Konvalescenten (1888)
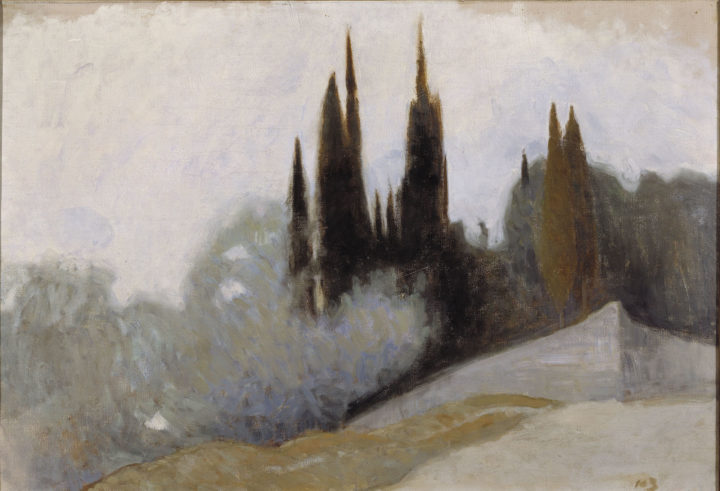
Cypresser, Fiesole (1894)
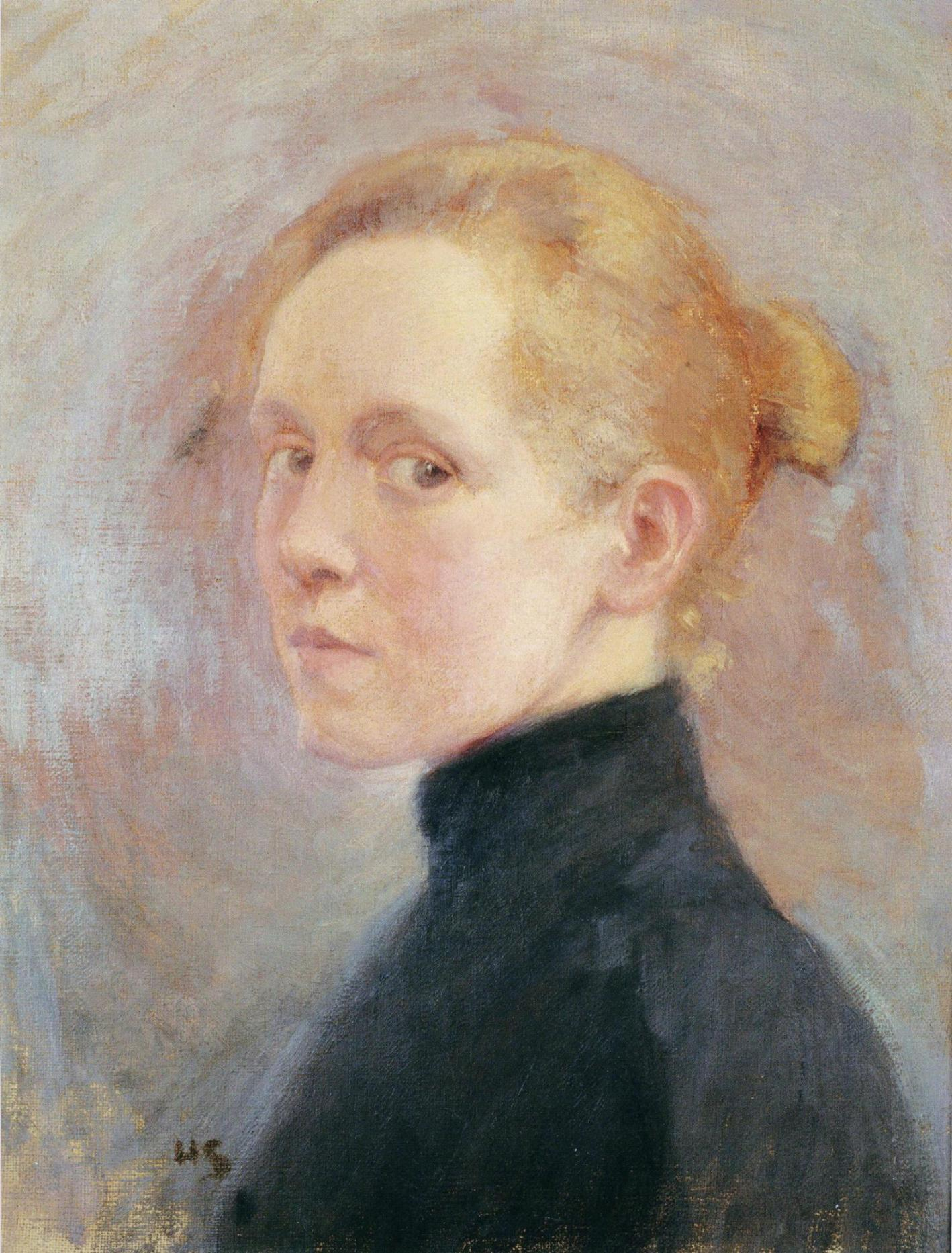
Självporträtt (1895)
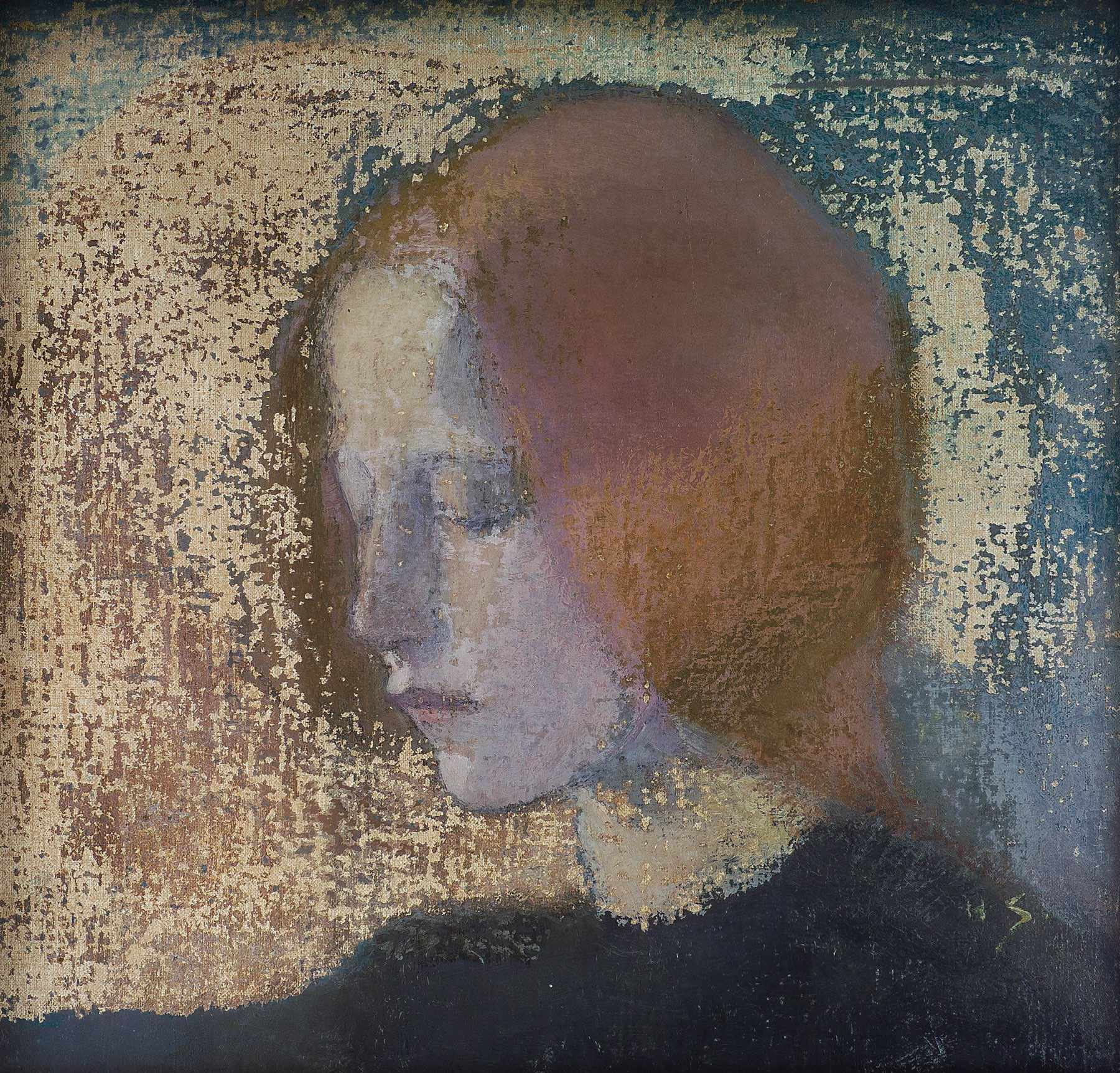
Fragment (cirka 1904)
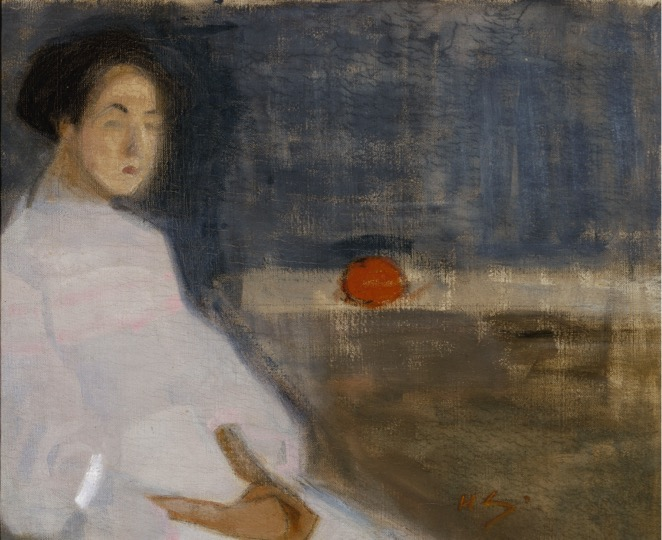
Kostymbild I (mellan 1908 och 1909)
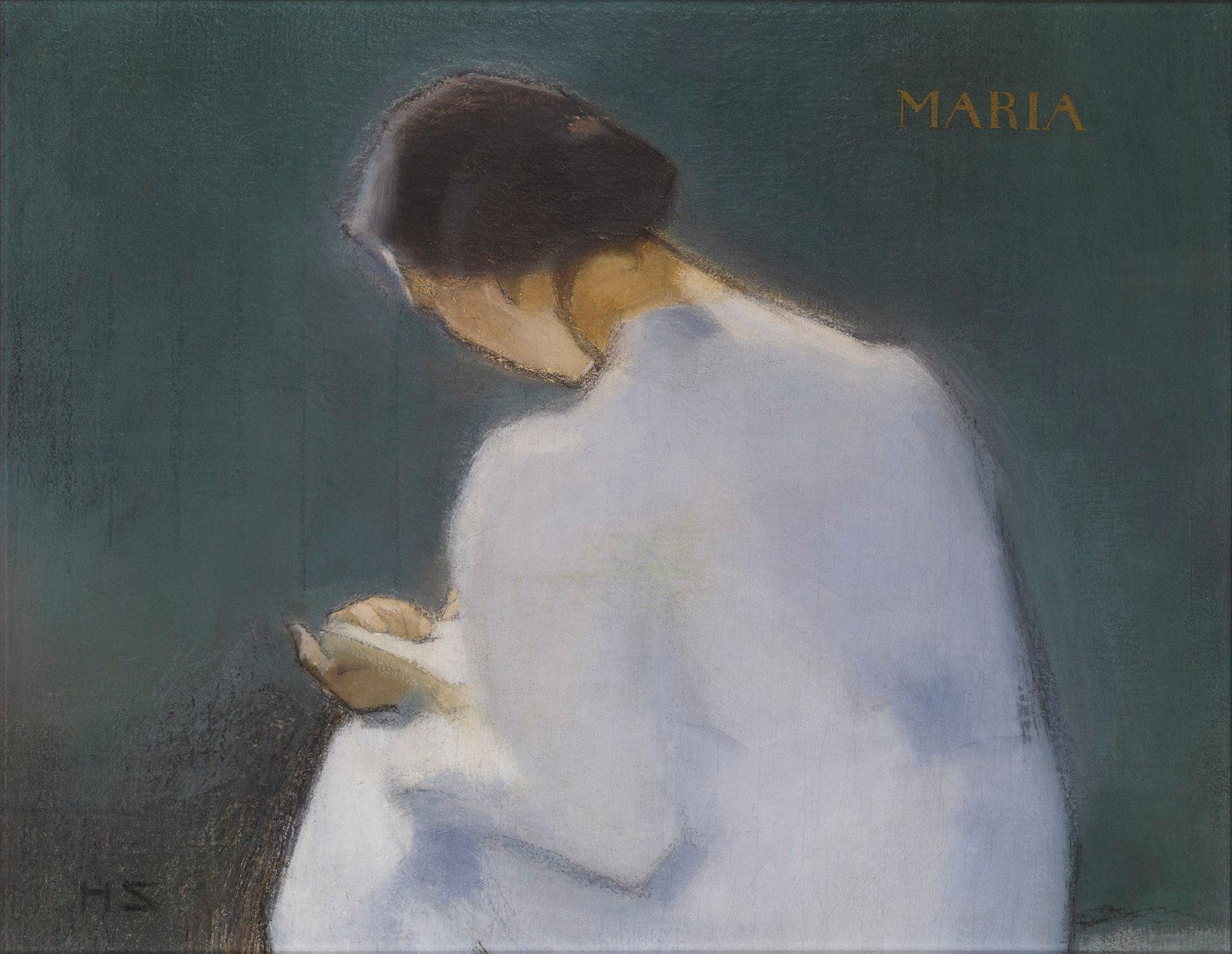
Maria (1909)
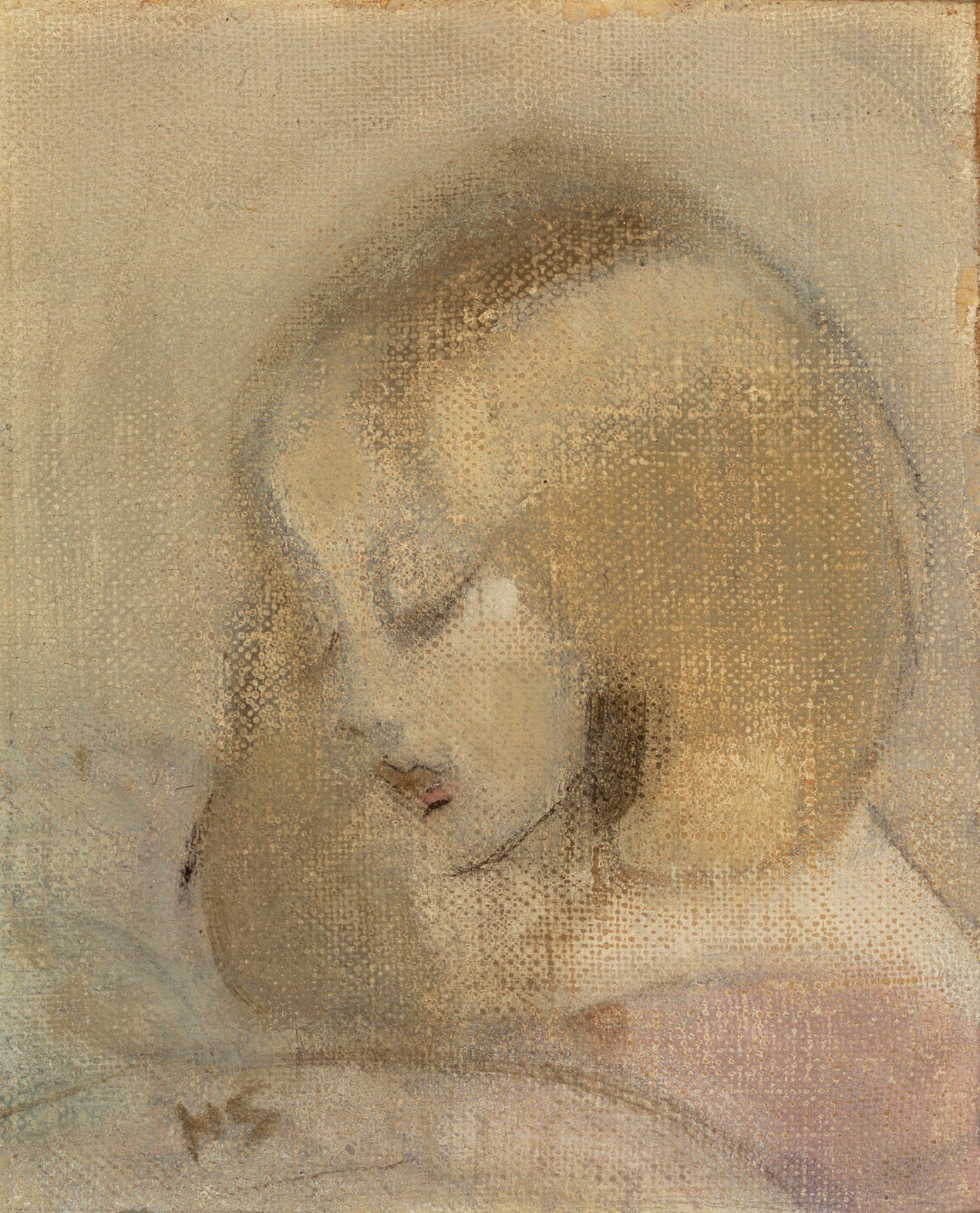
Annuli läsande (1923)
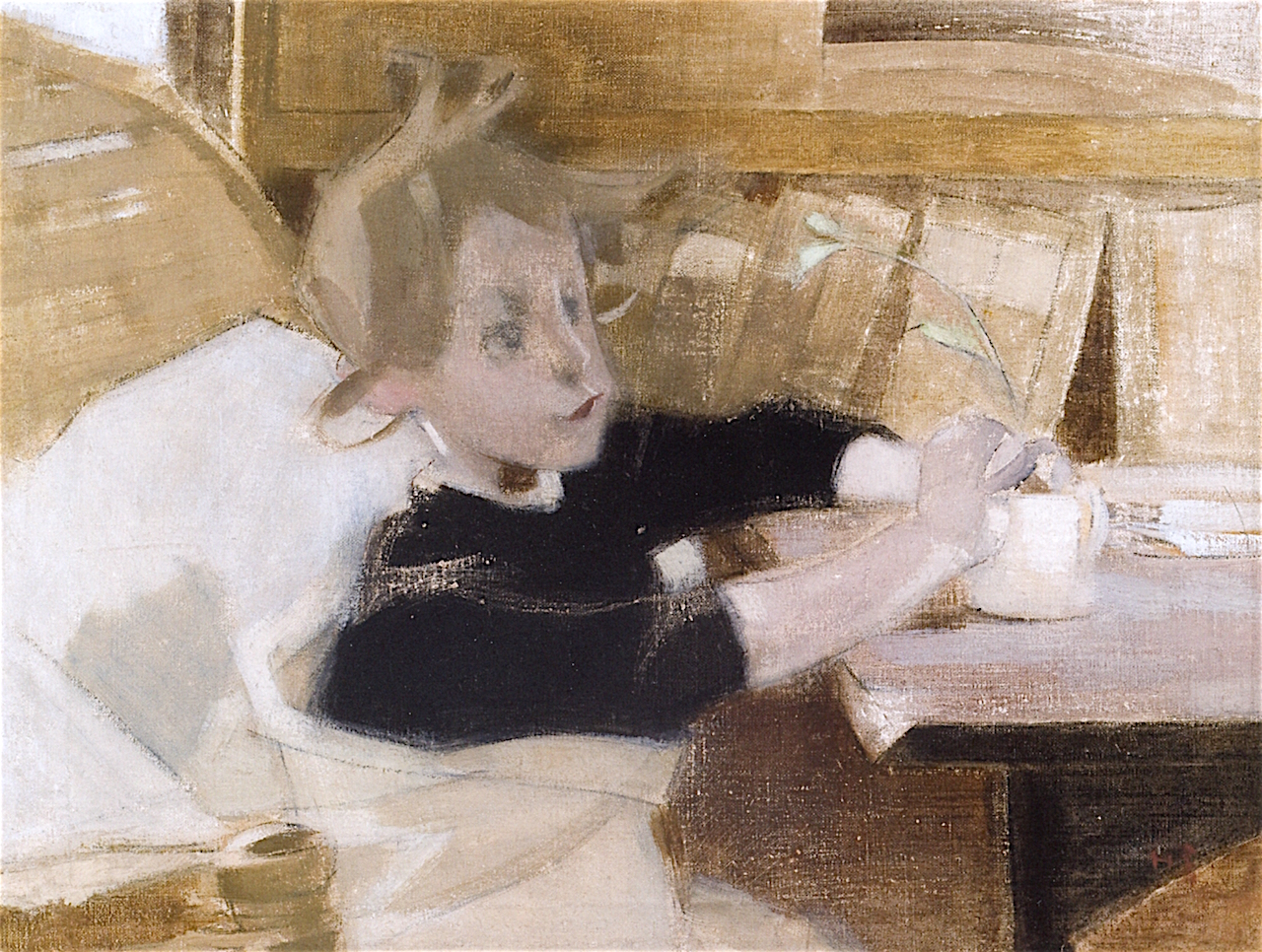
Konvalescenten II (1927)
Flicka med blått band (1943)
Självporträtt med röd fläck (1944)
Självporträtt, ljus och skugga (1945)

### Biografi
- Holger, Lena: Helene Schjerfbeck, liv och konstnärskap. Raster Förlag, 1987. ISBN 91-87214-016